# Четан Бхагат
Четан Бхагат (гін. चेतन भगत; нар. 22 квітня 1974, Нью-Делі, Індія) — індійський письменник, колумніст і відеоблогер. У 2010 році був включений до списку 100 найвпливовіших людей світу за версією журналу Time. П'ять його романів були екранізовані.

## Молодість і освіта
Четан Бхагат народився 22 квітня 1974 року у столиці Індії Нью-Делі. Бхагат виріс у традиційній пенджабській індуїстській родині. Його батько служив підполковником в індійській армії, а мати працювала науковцем в Індійському сільськогосподарському науково-дослідному інституті в Нью-Делі. Він навчався в державній армійській школі. Любов до письменництва з’явилася ще в шкільні роки. Писав статті для літературного журналу школи, і це приносило йому величезне задоволення і спонукало писати більше в наступні роки.
Бхагат мав ступінь бакалавра технічних наук, був інженером-механіком.
Потім Бхагат отримав ступінь магістра ділового адміністрування з маркетингу в Індійському інституті менеджменту, Ахмедабад (IIMA) і закінчив його в 1997 році. У червні 2018 року IIMA нагородив його нагородою «Young Alumni Achiever's Awards 2018» у категорії «Мистецтво та розваги».

## Особисте життя
Четан одружився з Анушею Сурьянараян у 1998 році. Один із його романів, «Дві держави», був натхненний його реальною історією кохання. У них двоє синів-близнюків, Шям Бхагат та Ішан Бхагат.

## Кар'єра

### Банківська справа
Четан отримав ступінь магістра ділового адміністрування в 1998 році і водночас отримав роботу в університетському містечку у Канаді. Однак через шість місяців він втратив роботу, тому що компанія закрила діяльність у 1998 році. Потім він працював інвестиційним банкіром у Гонконгу.  Він проводив більшу частину свого часу в офісіпишучи, завершуючи та редагуючи чернетки свого першого роману. 
До 2006 року він був віце-президентом групи стратегічних інвестицій. У березні 2008 року Бхагат разом із дружиною та трирічними синами-близнюками повернувся до Індії. Він став директором команди з проблемних активів Deutsche Bank у Kodak House, Мумбаї.  
У 2009 році він залишив банківську кар’єру, щоб писати повний робочий день. 
Бхагат є популярним мотиваційним оратором і виступав у більш ніж 800 організаціях у 1000 містах світу. Після величезного успіху першого роману він почав працювати над другою книгою «Одна ніч у кол-центрі», яка була опублікована в 2005 році. Роман став великим успіхом. За перші 3 дні релізу було продано майже 50 000 примірників.  
Тоді Четан вирішив зробити письменницьку кар’єру на повний робочий день. Його третій роман «Три помилки мого життя», опублікований у 2008 році,  став бестселером, а Четан також став найуспішнішим англомовним письменником в Індії.  
Четвертий роман Четана «Дві держави», опублікований у 2009 році, був натхненний його реальною історією кохання. Історія розповідає про те, як він закохався в дівчину з Південної Індії та про неприємності, з якими він зіткнувся у своєму любовному житті.  
Його романи «Дівчина з кімнати 105», опублікований у 2018 році, «Одне організоване вбивство», опублікований у 2020 році та останній роман «400 днів», опублікований у 2021 році, стали бестселерами. 
Четан був знаменитим суддею разом із Марзі Пестонджі та Пріті Зінтою в танцювальному реаліті-шоу під назвою «Nach Baliye», сезон 7, яке транслювалося на індійському телеканалі Star Plus. 

### Сценарист
П'ять романів були екранізовані. Фільм «Троє ідіотів», випущений у 2009 році (за мотивами його роману «Ктось із п’ятьма точками»), мав великий успіх. Для фільму «Кай По Че» (2013), заснованого на його романі  «Три помилки мого життя», Бгагат був одним із чотирьох авторів сценарію. Фільм мав комерційний успіх.
Четан є користувачем YouTube, а також автором і мотиваційним спікером. Його канал на YouTube надає молодим індійцям поради щодо мотивації. 
Нещодавно він запустив подкаст- шоу Deeptalk з Четаном Бхагатом, де запрошує досвідчених гостей для душевної розмови про успіх у житті. Подкаст-шоу завоювало високу оцінку цільової аудиторії. Четан вважає, що їхня подорож надихне та мотивуватиме сучасну молодь. 

### Фільмографія
П'ять романів Четана були екранізовані: 
- Привіт (2008) – За мотивами книги « Одна ніч у кол-центрі »
- Три ідіоти (2009)
- Кай По Че! (2013) – За мотивами книги «Трипомилки мого життя »
- Дві держави (2014) – За мотивами книги « 2 держави »

### Веб-серія
Четан був частиною популярного шоу , у якому головні ролі грають Р. Мадхаван і Сурвін Чавла . Прем'єра шоу відбулася на платформі OTT 17 грудня 2021 року   Бхагат знімається в епізодичній ролі в шоу як автор індійських бестселерів.         

### Романи
- Одна ніч в кол-центрі (2006)
- 3 помилки мого життя (2008)
- Дві держави (2009)
- Революція 2020 (2011)
- Одна індіанка (2016)
- Дівчина в кімнаті 105 (2018)
- Одне організоване вбивство (2020)
- 400 днів (2021)

### Нон-фікшн
- Чого хоче молода Індія (2012)
- Робимо Індію чудовою (2015)
- Індія Позитив (2019) [17]

## Нагороди та подяки
- Четан Бхагат був визнаний як «Найкращий вихідний студент» у 1997 році [7]
- У 2000 році Четан отримав нагороду Товариства молодих досягнень [7]
- У 2005 році він отримав премію Publisher's Recognition Award [7]
- Внесений до списку 100 найвпливовіших людей світу 2010 року журналу Time в категорії «Художники». [18]
- Американський діловий журнал Fast Company і бізнес-медіа-бренд внесли до списку «100 найкреативніших людей 2011» під номером «47». [19]
- Отримав нагороду "Індієць року 2014 CNN-IBN » у категорії «Розваги». [20] [21]
- Посідає 82 місце в рейтингу Forbes India Celebrity 100 2017. [22]
- У 2014 році отримав премію IBN Live Movie Awards за найкращий сценарій до фільму Кай По Че. [7]
- У 2014 році отримав нагороду Zee Cine Awards за найкращу історію для Кай По Че. [7]
- Удостоєний нагороди Golden Book Awards 2022 за книгу «400 днів». [23]